# Chenoise
Chenoise ist eine Ortschaft in der französischen Gemeinde Chenoise-Cucharmoy und eine ehemalige Gemeinde mit zuletzt 1.386 Einwohnern (Stand 1. Januar 2016) im Département Seine-et-Marne in der Region Île-de-France. Sie gehörte zum Arrondissement Provins und zum Kanton Provins. Die Einwohner werden Chenoisiens genannt.
Mit Wirkung vom 1. Januar 2019 wurde die früheren Gemeinden Chenoise und Cucharmoy zur Commune nouvelle Chenoise-Cucharmoy zusammengeschlossen. Die ehemaligen Gemeinden haben in der neuen Gemeinde jedoch keinen Status als Commune déléguée. Der Verwaltungssitz befindet sich in Chenoise.

## Geographie
Chenoise liegt etwa 68 Kilometer ostsüdöstlich von Paris. Im Gemeindegebiet entspringt der kleine Fluss Yvron. Umgeben wird Chenoise von den Nachbarorten Bannost-Villegagnon im Norden, Saint-Hilliers im Osten, Mortery im Südosten, Vulaines-lès-Provins und Cucharmoy im Süden, Saint-Just-en-Brie im Westen sowie Jouy-le-Châtel im Nordwesten.

## Bevölkerungsentwicklung
| Jahr                      | 1962 | 1968 | 1975 | 1982 | 1990  | 1999  | 2006  | 2013  |
| Einwohner                 | 658  | 709  | 762  | 925  | 1.108 | 1.200 | 1.240 | 1.328 |
| Quelle: Cassini und INSEE |      |      |      |      |       |       |       |       |

## Sehenswürdigkeiten
- Kirche Saint-Loup aus dem 12./13. Jahrhundert
- Reste der früheren Burg Chenoise, seit 1931 Monument historique
- Reste des alten Zisterzienserklosters Notre-Dame de Jouy, Monument historique seit 1942

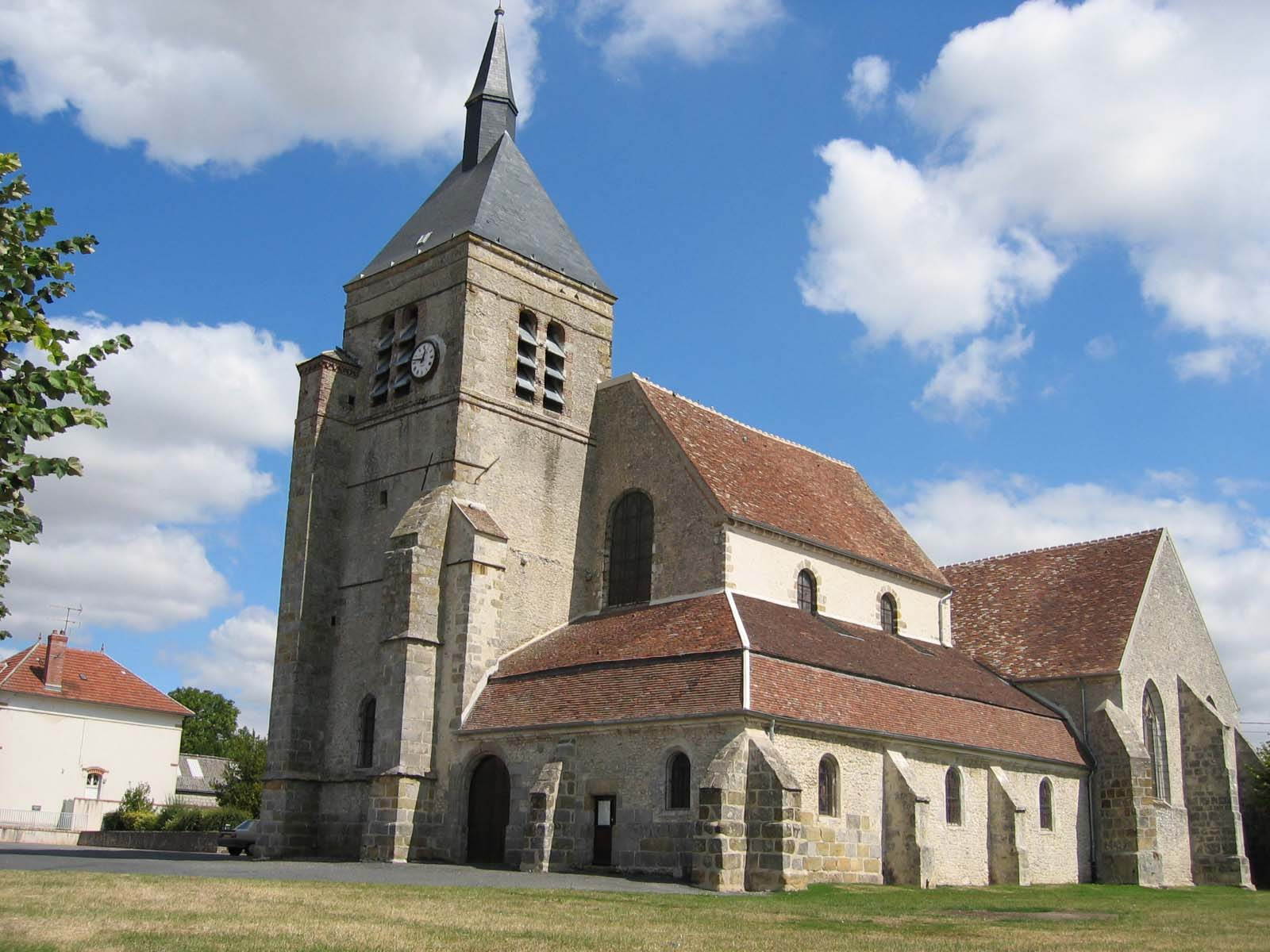
Kirche Saint-Loup
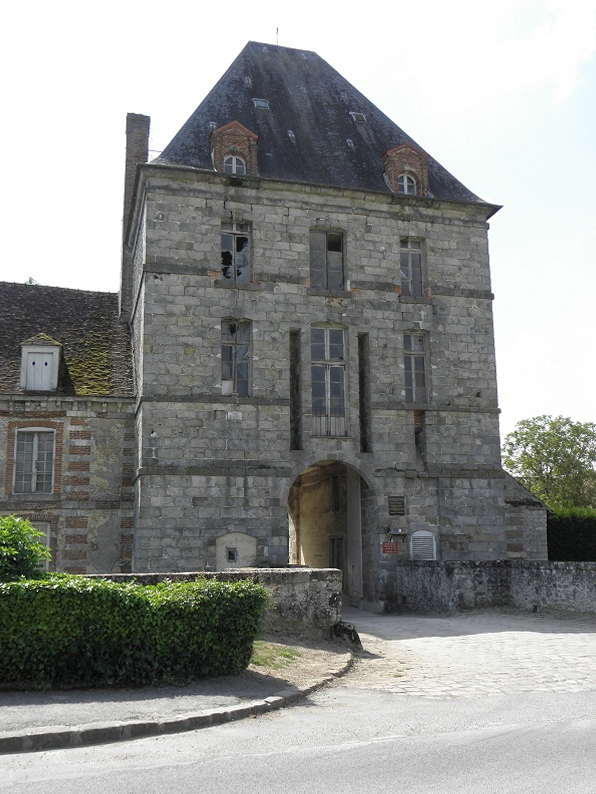
Gutshof, Reste der früheren Burganlage